# Manang (huyện của Nepal)
Manang (tiếng Nepal:मनाङ) là một huyện thuộc khu Gandaki, vùng Tây Nepal, Nepal. Huyện này có diện tích 2246 km², dân số thời điểm năm 2001 là 9587 người.

## Dân số
Biến động dân số giai đoạn 1952-2001:
| Năm    | 1971 | 1981 | 1991 | 2001 |
| ------ | ---- | ---- | ---- | ---- |
| Dân số | 7436 | 7021 | 5363 | 9587 |